# Радіохімічний аналіз
Ра́діохімі́чний ана́ліз (рос. радиохимический анализ, англ. radiochemical analysis; нім. radiochemische Analyse f) — сукупність якісних і кількісних методів визначення радіонуклідів у природних і штучних об'єктах.
Базується на принципах і методах аналітичної хімії: осадженні, екстракції, хроматографії, дистиляції).
Використовується при виділенні і дослідженні властивостей радіоактивних елементів та ізотопів; визначенні вмісту і встановленні закономірностей поведінки штучних і природних радіонуклідів; в радіогеології і геохімії, а також при нейтронно-активаційному визначенні малих кількостей елементів у надчистих матеріалах, рудах і концентратах, мікроелементів в атмосфері, природних водах, ґрунтах, рослинах і біологічних об'єктах.
У радіогеології і геохімії використовують для розділення і визначення ізотопного складу важких природних радіоелементів в гірських породах і донних осадах, визначення вмісту в породах, мінералах і рудах 20—40 хімічних елементів (рідкісноземельних, платинових, рідкісних, розсіяних і ін.).